# Hemigymnus sexfasciatus
Hemigymnus sexfasciatus là một loài cá biển thuộc chi Hemigymnus trong họ Cá bàng chài. Loài này được mô tả lần đầu tiên vào năm 1835.

## Từ nguyên
Từ định danh của loài trong tiếng Latinh có nghĩa là "có sáu dải sọc", hàm ý đề cập đến các dải sọc trắng ở hai bên thân của cá cái.

## Phân loại học
H. sexfasciatus không được công nhận là một loài hợp lệ bởi Klunzinger (1871), người sau đó đã xếp chúng vào danh sách các danh pháp đồng nghĩa với loài Hemigymnus fasciatus. Điều này đã được nhiều nhà khoa học đời sau đồng tình, trong đó có Randall (1983). Tuy nhiên Kuiter (2002), Lieske và Myers (2004), và sau đó là Randall (2013) đã chính thức công nhận H. sexfasciatus là một loài hợp lệ.

## Phạm vi phân bố và môi trường sống
H. sexfasciatus có phạm vi phân bố giới hạn ở Biển Đỏ và vịnh Aden (kéo dài về phía đông đến bờ biển Oman và Yemen; phía nam ít nhất là đến Socotra).
Loài này sống xung quanh những rạn san hô trên nền đáy cát và đá vụn ở độ sâu đến ít nhất là 20 m.

## Mô tả
H. sexfasciatus có chiều dài cơ thể tối đa được ghi nhận là 36,5 cm. Môi của chúng rất dày. Vây bụng dài, chạm đến hậu môn ở con cái và đến (hoặc vượt qua) gốc vây hậu môn ở con đực. H. sexfasciatus là loài lưỡng tính tiền nữ và dị hình giới tính rõ rệt.
Cá bột có màu xanh lục sẫm, lốm đốm các vệt màu vàng lục với một dải màu trắng từ phía trước của vây lưng xuống đến bụng; thân sau có các dải trắng mờ hơn. Cá con lớn hơn có màu nâu sẫm với các dải màu vàng nhạt.
Cá cái mới lớn có màu đen, 5 dải sọc trắng hẹp dần về phía sau ở mỗi bên thân (dải sọc thứ 6 ở trên cuống đuôi rất mờ). Đầu màu trắng với một vệt đen từ gáy đến mắt. Mõm và hốc mắt có màu xanh lục với các dải màu hồng bao quanh mắt. Tia vây ngực màu vàng, màng vây trong suốt. Cá cái trưởng thành (đang trong giai đoạn chuyển thành cá đực) có các vệt màu vàng kim trên đầu. Vây bụng màu xanh lam nhạt với các vệt màu cam.
Cá đực màu lục sẫm, thân có 3 dải màu xám nhạt mở rộng về phía thân dưới. Dải sọc màu sẫm đầu tiên băng qua gốc vây ngực có các vệt màu vàng kim. Vệt xanh lục sẫm trên gáy cũng có các vệt màu vàng kim, băng qua mắt xuống đến mõm. Má gần như trắng, phớt xanh lục, chuyển thành màu lam nhạt ở dưới đầu. Môi trên có màu vàng lục; ngực và bụng màu xanh lam nhạt lốm đốm màu cam; gốc vây ngực có một đốm lớn màu lam thẫm.
Số gai ở vây lưng: 9; Số tia vây ở vây lưng: 11; Số gai ở vây hậu môn: 3; Số tia vây ở vây hậu môn: 11; Số gai ở vây bụng: 1; Số tia vây ở vây bụng: 5.

## Sinh thái học
Thức ăn của H. sexfasciatus là các thủy sinh không xương sống nhỏ như những đồng loại của nó.

### Trích dẫn
- John E. Randall (2013). “Review of the Indo-Pacifc labrid fsh genus Hemigymnus” (PDF). Journal of the Ocean Science Foundation. 6: 2–18.